# Caratê nos Jogos Pan-Americanos de 2007
O caratê nos Jogos Pan-Americanos de 2007 consistiu de seis categorias no masculino e de três no feminino. Todas as categorias foram disputadas no Complexo Esportivo Miécimo da Silva entre 25 e 27 de julho de 2007.

## Países participantes

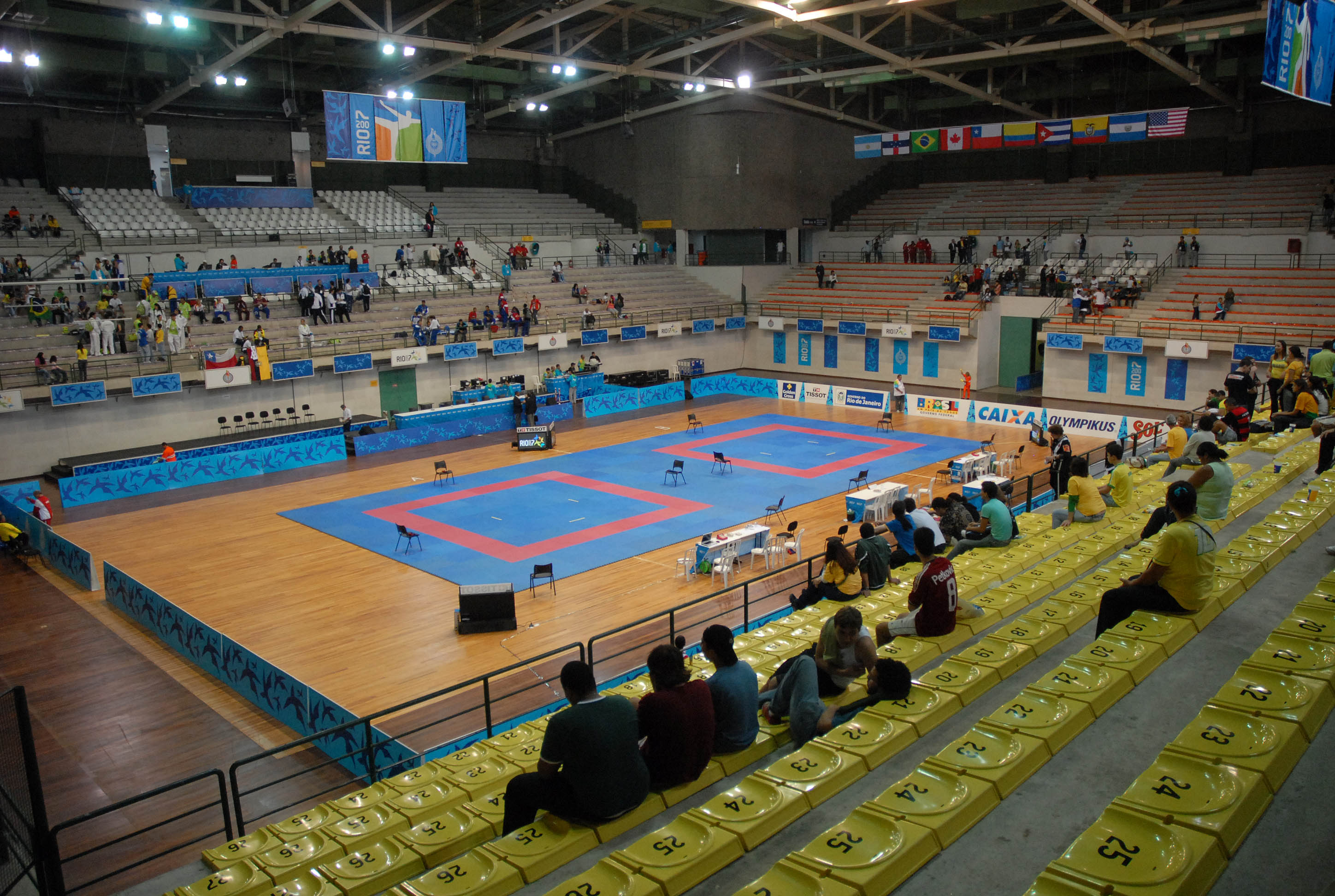
Arena do caratê no Complexo Esportivo Miécimo da Silva.

Um total de 18 delegações apresentaram atletas participantes nas competições de caratê, totalizando 48 homens e 24 mulheres:
| - AHO Antilhas Neerlandesas (1) - ARG Argentina (5) - BRA Brasil (9) - CAN Canadá (4) - CHI Chile (5) - COL Colômbia (2) - CUB Cuba (6) - ESA El Salvador (5) - USA Estados Unidos (1) | - ECU Equador (4) - GUA Guatemala (3) - MEX México (6) - NCA Nicarágua (2) - PER Peru (2) - PUR Porto Rico (1) - DOM República Dominicana (8) - URU Uruguai (1) - VEN Venezuela (7) |

## Calendário
|  | Dia de competição |  | Dia de final |

## Medalhistas
Masculino
| Evento                 | Ouro                                      | Prata                          | Bronze                                                             |
| ---------------------- | ----------------------------------------- | ------------------------------ | ------------------------------------------------------------------ |
| Até 60 kg detalhes     | Francisco Nievas ARG Argentina            | Eynar Tamame CUB Cuba          | Douglas Brose BRA Brasil Norberto Sosa DOM República Dominicana    |
| Até 65 kg detalhes     | Luís Plumacher VEN Venezuela              | Carlos Lourenço BRA Brasil     | Lucio Martínez ARG Argentina Aron Pérez ESA El Salvador            |
| Até 70 kg detalhes     | Saeed Baghbani CAN Canadá                 | Jean Carlos Peña VEN Venezuela | Vinícius Souza BRA Brasil Alberto Mancebo DOM República Dominicana |
| Até 75 kg detalhes     | Gustavo Dionisio DOM República Dominicana | Jorge Zaragoza CUB Cuba        | Williams Serrano ESA El Salvador David Dubó CHI Chile              |
| Até 80 kg detalhes     | Diego Borquez CHI Chile                   | Gilbert Ocoro COL Colômbia     | Nelson Sardenberg BRA Brasil Philippe Poirier CAN Canadá           |
| Mais de 80 kg detalhes | Juarez Santos BRA Brasil                  | Mario Toro VEN Venezuela       | Juan Valdéz DOM República Dominicana Andrés Heredia ECU Equador    |

Feminino
| Evento                 | Ouro                                     | Prata                       | Bronze                                               |
| ---------------------- | ---------------------------------------- | --------------------------- | ---------------------------------------------------- |
| Até 53 kg detalhes     | Cheili González GUA Guatemala            | Valéria Kumizaki BRA Brasil | Jennifer Guillette CAN Canadá Jessy Reyes CHI Chile  |
| Até 60 kg detalhes     | Heidy Rodríguez DOM República Dominicana | Bertha Gutiérrez MEX México | Carmen Arias ECU Equador Susana Bojaico PER Peru     |
| Mais de 60 kg detalhes | Lucélia Ribeiro BRA Brasil               | Ana Escandón COL Colômbia   | Yoly Guillén VEN Venezuela Yaneya Gutiérrez CUB Cuba |

## Quadro de medalhas do caratê
| Ordem | País                     | Medalha de ouro | Medalha de prata | Medalha de bronze |    |
| ----- | ------------------------ | --------------- | ---------------- | ----------------- | -- |
| 1     | BRA Brasil               | 2               | 2                | 3                 | 7  |
| 2     | DOM República Dominicana | 2               |                  | 3                 | 5  |
| 3     | VEN Venezuela            | 1               | 2                | 1                 | 4  |
| 4     | CAN Canadá               | 1               |                  | 2                 | 3  |
| 4     | CHI Chile                | 1               |                  | 2                 | 3  |
| 6     | ARG Argentina            | 1               |                  | 1                 | 2  |
| 7     | GUA Guatemala            | 1               |                  |                   | 1  |
| 8     | CUB Cuba                 |                 | 2                | 1                 | 3  |
| 9     | COL Colômbia             |                 | 2                |                   | 2  |
| 10    | MEX México               |                 | 1                |                   | 1  |
| 11    | ESA El Salvador          |                 |                  | 2                 | 2  |
| 11    | ECU Equador              |                 |                  | 2                 | 2  |
| 13    | PER Peru                 |                 |                  | 1                 | 1  |
| TOTAL | TOTAL                    | 9               | 9                | 18                | 36 |